# Хирст, Джон Прайс
Джон Прайс Хирст (англ. John Price Hirth; род. 16 декабря 1930, Цинциннати, Соединённые Штаты Америки) — американский инженер и учёный-материаловед.

## Биография
Изучал металлургию в Университете штата Огайо, получил степени бакалавра и магистра в 1953 и докторскую степень в Технологическом институте Карнеги в 1958. В 1957-1958 был стипендиатом программы Фулбрайта в Бристольском университете. В 1958 стал доцентом кафедры металлургии в Технологическом институте Карнеги, в 1961 доцентом и в 1964 профессором физической металлургии в Университете штата Огайо. В 1988 стал профессором-эмеритом материаловедения в Университете штата Вашингтон.
Занимается теорией дислокаций и роста кристаллов. В 1996 получил премию Диксона в области науки. В 1974 избран членом Национальной инженерной академии США за лидерство в применении теории дислокаций к пониманию материалов. Он также был членом Национальной академии наук США с 1994 и членом Американской академии искусств и наук с 2005. Является членом Американского общества металлов (ныне ASM International), чью премию Стоутона получил в 1964. В 1999 получил медаль Надаи. Состоял редактором серии «Дислокации в твёрдых телах» в журнале «Elsevier».

## Публикации
- Хирст Д. П., Паунд Г. М. Evaporation of Metal Crystals, 1956.
- Хирст Д. П., Паунд Г. М. Condensation and Evaporation: Nucleation and Growth Kinetics. 1963.[3]
- Хирст Д. П., Паунд Г. М. Испарение и конденсация. Металлургия, 1966.
- Hirth J. P. A Tribute to professor Guy Marshall Pound. Metallurgical and Materials Transactions[англ.] 23, 1851–1852 (1992).[4]